# Brogan Crowley
Brogan Crowley (Saddleworth, 20 juli 1994) is een Brits skeletonster.

## Carrière
Crowley maakte haar wereldbekerdebuut in het seizoen 2019/20 waar ze als 31e eindigde. In het seizoen 2020/21 deed ze aan meer wereldbekerwedstrijden mee en werd 17e.
In 2022 nam ze deel aan de Olympische Winterspelen waar ze een 22e plaats behaalde.

## Resultaten

### Olympische Spelen
| Jaar | Plaats | Resultaat |
| ---- | ------ | --------- |
| 2022 | Peking | 22e       |

### Wereldkampioenschappen
| Jaar | Plaats       | Resultaat                      |
| ---- | ------------ | ------------------------------ |
| 2021 | Altenberg    | 23e Individueel                |
| 2023 | Sankt Moritz | 18e Individueel · Gemengd team |

### Wereldbeker
Eindklasseringen
| Seizoen   | Rang |
| --------- | ---- |
| 2019/2020 | 31e  |
| 2020/2021 | 17e  |
| 2021/2022 | 18e  |
| 2022/2023 | 10e  |